# 京極高光
京極高光（きょうごく たかみつ）は、室町時代中期の守護大名。室町幕府侍所頭人、出雲国・隠岐国・飛騨国守護。

## 略歴
天授元年/永和元年（1375年）、京極高詮の嫡男として誕生した。
応永8年（1401年）に父が亡くなり、出雲・隠岐・飛騨3か国の守護を継いだ。応永12年（1405年）に出雲大社の造営を幕府から命じられ、出雲の豪族である松田掃部入道に、大社の宮司である出雲国造と相談し完了させる様に命じている。また応永年間には近江国の日撫神社に伽藍を建立している。応永16年（1409年）に侍所頭人を務め、応永18年（1411年）に飛騨国司姉小路尹綱が幕府に背いた飛騨の乱が起きると、弟・高数を総大将として兵を出し制圧している。
応永20年（1413年）、死去。享年39。嫡男の持高が家督を継いだ。